# Mesochorus gracilis
Mesochorus gracilis là một loài tò vò trong họ Ichneumonidae.